# Александр Александров (космонавт)
Александр Панайотов Александров (болг. Александър Панайотов Александров; нар. 1 грудня 1951 р.) — болгарський космонавт у відставці. Він другий болгарин, який полетів у космос після Георгія Іванова.

## Біографія
Александров народився в Омуртагу (Болгарія) 1 грудня 1951 року. Закінчив Болгарську академію ВПС у 1974 році та здобув ступінь технічних наук у 1983 році. У болгарських ВПС Александров піднявся до звання підполковника.
Александров був обраний дослідницьким космонавтом 1 березня 1978 року в рамках програми Радянського Союзу «Інтеркосмос». У відборі взяли участь шість півфіналістів, серед яких рекордсмен стрибка з парашутом Чавдар Джуров, який був загинув під час відбору. Александров був обраний резервом Георгія Іванова на місії «Союз 33» космічної станції «Салют 6». Згодом Олександров був призначений головою команди місії «Союз ТМ-5» космічної станції «Мир».

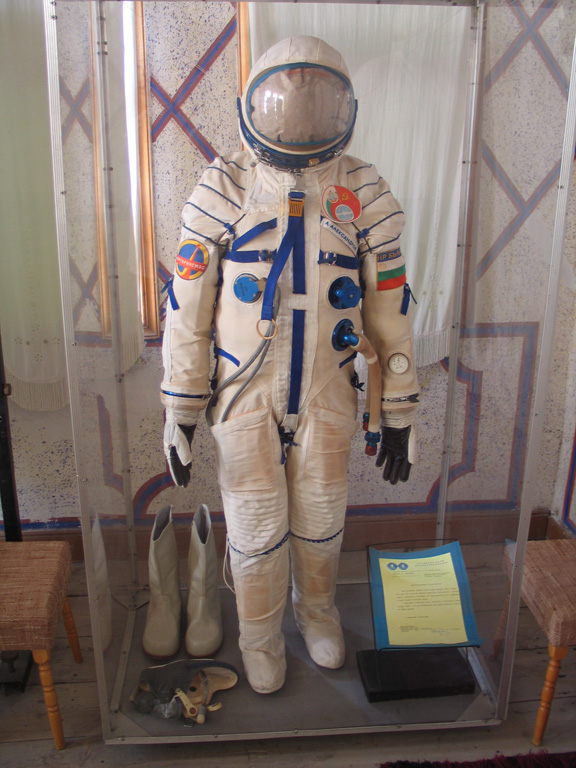
Космічний костюм Александрова

7 червня 1988 року Александров вийшов на борт ТМ-5 як дослідницький космонавт разом із командиром місії Анатолієм Соловйовим та Віктором Савіних. Прибувши до Міру, Олександров став першим болгарином, який дістався до радянської космічної станції, оскільки місія «Союз 33», на якій був Георгій Іванов, не змогла дістатися до космічної станції «Салют 6». 17 червня Олександров повернувся на борт «Союзу ТМ-4» разом зі своїми колегами по екіпажу. Він разом зі своїми товаришами по екіпажу провів у космосі трохи менше 10 днів.
Пізніше Олександров став заступником директора Інституту космічних досліджень Болгарської академії наук.
В даний час Олександров працює вченим-дослідником. Він одружений і має одну дитину.

## Почесні відзнаки та нагороди
- Герой Народної Республіки Болгарія (1988)
- Герой Радянського Союзу (1988)
- Орден Георгія Димитрова
- Орден Леніна (1988)
- Почесний громадянин Старої Загори (1988)[5]
- Почесний громадянин Софії (1998)[6].
- Орден «Стара Планіна» (2003), перший клас, до 15-ї річниці другого радянсько-болгарського польоту
- Військовий льотчик першого класу
- Пілот-космонавт Болгарії
- Медаль «За заслуги в дослідженні космосу» (12 квітня 2011 р.) — за видатний внесок у розвиток міжнародного співробітництва в пілотованих космічних польотах